# Filip Hauman
Filip Wacław Hauman (ur. 1754, zm. 30 stycznia 1829 w Uścimowie) – generał major Wojska Polskiego.

## Życiorys
Pochodził z rodziny mieszczańskiej. Dzięki protekcji króla Stanisława Augusta Poniatowskiego ukończył Szkołę Rycerską w Warszawie i w 1775 roku wstąpił w stopniu porucznika do 12 Regimentu Pieszego. W 1777 roku został sztabskapitanem w regimencie dowodzonym przez Kaliksta Ponińskiego. 11 stycznia 1790 roku zakupił patent i awansował na podpułkownika. W 1791 roku wraz z bratem Antonim został nobilitowany i otrzymał herb szlachecki Bronisz.
Podczas wojny polsko-rosyjskiej 1792 roku dowodził w stopniu pułkownika 12 Regimentem Pieszym Koronnym. Odznaczył się w bitwach pod Ostrogiem, Zieleńcami, Włodzimierzem i Dubienką.
Za bitwę pod Zieleńcami otrzymał krzyż kawalerski orderu Virtuti Militari. Po zakończeniu kampanii odmówił wstąpienia do wojska rosyjskiego i powrócił do kraju. W 1793 roku król powierzył mu dowództwo 10 Regimentu Pieszego.
O przygotowaniach do powstania kościuszkowskiego wiedział, ale w nich nie uczestniczył. 24 marca 1794 roku otrzymał list od generała Tadeusza Kościuszki wzywający go do wywołania powstania w Warszawie. W czasie buntu mieszczan w Warszawie zawiódł powstańców. Zaręczył wierność królowi polskiemu i starał się powstrzymać żołnierzy regimentu przed wymarszem na pomoc walczącym z Rosjanami.
Był delegowany przez Radę Zastępczą Tymczasową na pomoc ziemi czerskiej. Mimo swojej postawy w pierwszych dniach Insurekcji 25 kwietnia 1794 roku Tadeusz Kościuszko awansował go na generała majora i nadał mu złotą obrączkę z napisem Oyczyzna Obrońcy Swemu nr 13. Natychmiast po nominacji Hauman wraz z dowodzoną przez siebie dywizją ruszył na Wołyń. W bitwie pod Chełmem dowodził lewym skrzydłem wojsk powstańczych. Później uczestniczył w bitwie pod Gołkowem. Brał udział w obronie Warszawy. W październiku 1794 roku był członkiem kolegium oficerskiego, które sądziło generała Adama Ponińskiego.
6 listopada 1794 roku dzięki paszportowi królewskiemu wyjechał z Rzeczypospolitej do Austrii. Początkowo przebywał we Lwowie. Później został zarządcą majątków w Turowie i Rozwadowie.
Podczas wojen napoleońskich powrócił do służby. W 1809 roku generał Józef Poniatowski powołał go na stanowisko inspektora generalnego sił zbrojnych po cyrkułach Księstwa Warszawskiego. Po kampanii rosyjskiej Napoleona I wycofał się z życia publicznego. Osiadł na Lubelszczyźnie. Dzierżawił dobra ziemskie w Jedlance i Uścimowie.
Zmarł 30 stycznia 1829 roku w Uścimowie. Pochowany został w krypcie grobowej kościoła Zwiastowania Najświętszej Marii Panny w Podedwórzu.

## Życie prywatne
Od 1779 roku Filip Hauman był mężem Konstancji Błeszyńskiej. W 1791 roku żona porzuciła go dla szefa 12 Regimentu Pieszego, Jana Józefa Malczewskiego (ze związku tego urodził się w roku 1793 Antoni Malczewski). Wywołało to głośny skandal obyczajowy, który zakończył się w 1792 roku rozwodem. W 1794 roku po rozejściu się z pierwszą żoną w Filip Hauman poślubił Elżbietę Skalską.